# Arbër Zeneli
Arber Zeneli (Falun, Suecia, 25 de febrero de 1995) es un futbolista kosovar. Juega como centrocampista y su equipo es el IF Elfsborg de la Allsvenskan.

## Selección nacional
Ha sido internacional con la selección de Kosovo en 33 ocasiones anotando 9 goles. En categorías inferiores lo fue con Suecia en 34 ocasiones anotando 7 goles.

## Clubes
| Club             | País         | Año       |
| ---------------- | ------------ | --------- |
| IF Elfsborg      | Suecia       | 2014-2016 |
| S. C. Heerenveen | Países Bajos | 2016-2019 |
| Stade de Reims   | Francia      | 2019-2023 |
| Adana Demirspor  | Turquía      | 2023-2024 |
| IF Elfsborg      | Suecia       | 2024-     |

## Palmarés

### Campeonatos internacionales
| Título          | Club (*)      | Sede            | Año  |
| --------------- | ------------- | --------------- | ---- |
| Eurocopa Sub-21 | Suecia sub-21 | República Checa | 2015 |

(*) Incluyendo la selección.